# Carinata signigena
Carinata signigena är en insektsart som beskrevs av Li och Wang 2002. Carinata signigena ingår i släktet Carinata och familjen dvärgstritar. Inga underarter finns listade i Catalogue of Life.